# Sertularella brandti
Sertularella brandti is een hydroïdpoliep uit de familie Sertulariidae. De poliep komt uit het geslacht Sertularella. Sertularella brandti werd in 1912 voor het eerst wetenschappelijk beschreven door Linko. 